# Xiphophorus kallmani
Xiphophorus kallmani är en fiskart som beskrevs av Meyer och Manfred Schartl 2003. Xiphophorus kallmani ingår i släktet Xiphophorus och familjen Poeciliidae. Inga underarter finns listade i Catalogue of Life.

## Bildgalleri

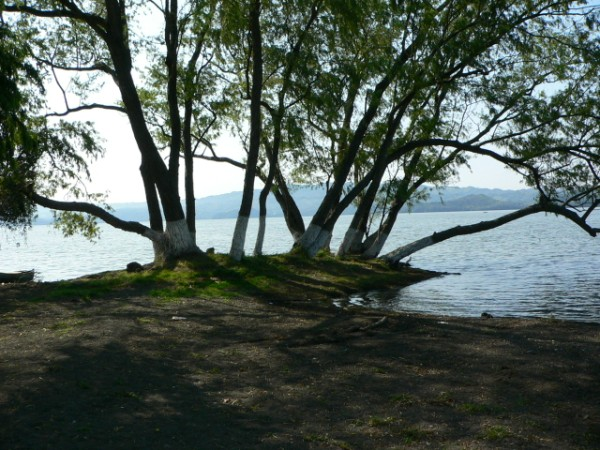